# Гарелик, Анастасия Дмитриевна
Анастасия Дмитриевна Гарелик (бел. Анастасія Дзмітрыеўна Гарэлік; р. 20 марта 1991, Минск БССР) — белорусская и российская волейболистка, диагональная нападающая, игрок национальной сборной Беларуси, мастер спорта Республики Беларусь международного класса и Мастер спорта России.

## Биография
Анастасия Гарелик начала заниматься волейболом в 2001 году в СДЮШОР № 6 города Минска. Первый тренер — Александр Алексеевич Азаренко. Профессиональная клубная карьера началась в 2005 в минской «Славянке», в составе которой Гарелик впервые выиграла бронзовые медали национального первенства. В следующем году «Славянка» была расформирована и волейболистка перешла в барановичский «Атлант», а в 2007—2013 выступала за минскую «Минчанку». За 8 сезонов Гарелик один раз становилась чемпионкой (в 2010) и ещё 7 раз серебряным и бронзовым призёром чемпионатов Беларуси.
В 2013—2014 Анастасия Гарелик выступала за украинский «Химик», с которым стала чемпионкой Украины, в 2014—2015 — за румынскую «Штиинцу» (обладатель Кубка Румынии), в 2015—2016 за итальянскую «Казерту» в серии А2 чемпионата Италии. В 2016 заключила контракт с командой «Енисей» (Красноярск), с которой выиграла бронзовые медали чемпионата России 2016/2017. В 2018 и 2019 также становилась бронзовым призёром чемпионатов России, но уже в составе «Уралочки-НТМК».
В 2007-2008 Анастасия Гарелик выступала за юниорскую и молодёжную сборные Беларуси, а в 2011 дебютировала в главной национальной команде страны в отборочном турнире чемпионата Европы. В 2013 волейболистка в составе сборной Беларуси играла уже в основном турнире европейского континентального первенства в Германии и провела в составе команды на чемпионате 4 матча, набрав при этом 44 очка. В 2015 сборная Беларуси вновь была среди участников чемпионата Европы, проходившего в Нидерландах и Бельгии. Анастасия Гарелик приняла участие во всех 5 матчах, сыгранных своей сборной на турнире, и набрала 23 очка.
В 2016 году сборная Беларуси выступала в Евролиге и провела 6 матчей, во всех из которых играла и Анастасия Гарелик, набрав при этом 69 очков.
В марте 2022 года получила российское гражданство.

## Игровая карьера
- 2005—2006 —  «Славянка» (Минск);
- 2006—2007 —  «Атлант» (Барановичи);
- 2007—2013 —  «Минчанка» (Минск);
- 2013—2014 —  «Химик» (Южное);
- 2014—2015 —  «Штиинца» (Бакэу);
- 2015—2016 —  «Казерта»;
- 2016—2017 —  «Енисей» (Красноярск).
- 2017—2019 —  «Уралочка-НТМК» (Свердловская область);
- с 2019 —  «Ленинградка» (Санкт-Петербург).

## Достижения
- Чемпионка Беларуси 2010;
  - 3-кратный серебряный (2007, 2009, 2011) и 4-кратный бронзовый (2006, 2008, 2012, 2013) призёр чемпионатов Беларуси.
- Чемпионка Украины 2014.
- Победитель розыгрыша Кубка Украины 2014.
- Победитель розыгрыша Кубка Румынии 2015.
- 4-кратный бронзовый призёр чемпионатов России — 2017, 2018, 2019, 2024.
- двукратный серебряный призёр розыгрышей Кубка России — 2023, 2024.
- В составе сборной Беларуси — участница финальных турниров чемпионатов Европы 2013 и 2015, участница розыгрыша Евролиги 2016.